# Francisco Rubio
Francisco „Paco“ Rubio (* 6. Dezember 1953 in Saint-Amand-Montrond) ist ein ehemaliger französischer Fußballspieler und späterer -trainer.

## Als Spieler im Verein

### Einstieg in den Profifußball (bis 1975)
Der 174 Zentimeter große Mittelfeldspieler Rubio begann das Fußballspielen 1964 im Kindesalter bei der US Ainay-le-Château. 1971 ging er zur EDS Montluçon, bei der er ein Jahr später in die Zweitligamannschaft aufrückte. In dieser avancierte er nach einigen Monaten zum Stammspieler und belebte vor allem die Offensivabteilung, wobei er mit jeweils acht Toren in seinen ersten beiden Jahren auch selbst als Torschütze erfolgreich war. Bereits mit 20 Jahren galt er als Schlüsselspieler der Mannschaft und weckte durch seine Leistungen das Interesse einiger Erstligisten. Im Sommer 1975 lagen ihm zwei etwa gleichwertige Angebote der Erstligisten AS Nancy und AS Monaco vor. Möglicherweise aufgrund seines persönlichen Kontakts zu Michel Platini von Nancy, den er aus der Militärmannschaft Frankreichs kannte, fiel seine Wahl auf diesen Verein.

### Zeit in Nancy (1975–1983)
Am 8. August 1975 debütierte er bei einem 3:3 gegen die US Valenciennes-Anzin im Trikot seines neuen Klubs in der höchsten französischen Spielklasse. Bei Nancy war er von Beginn an ein derart fester Bestandteil der ersten Elf, dass er im Verlauf der Saison 1975/76 keine Partie verpasste. 1977 gelang dem Team der Sprung auf den vierten Tabellenplatz und ein Jahr später folgte der Sprung ins nationale Pokalendspiel 1978. Rubio wurde für das Endspiel berücksichtigt und konnte dank eines 1:0-Siegs durch ein Tor von Platini den Gewinn der Trophäe feiern. Dies berechtigte zur Teilnahme am Europapokal der Pokalsieger 1978/79 und verhalf dem Spieler zu seinem Debüt im europäischen Wettbewerb, auch wenn Nancy in der zweiten Runde Servette Genf unterlegen war. 1979 kehrte Platini dem Verein den Rücken, worauf die Abgänge weiterer Leistungsträger folgten, während Rubio den Lothringern treu blieb. Dabei wurde er zeitweise auch als Stürmer aufgestellt und konnte rund zehn Tore pro Spielzeit beisteuern. Trotz beständig guter Leistungen für einen Verein, der sich im Tabellenmittelfeld der ersten Liga befand, entging ihm eine mögliche Berufung in die Nationalelf. 1983 verließ er Nancy nach acht Jahren, in denen er kaum eine Begegnung verpasst hatte und durch 299 Erstligaeinsätze zum Rekorderstligaspieler des Klubs geworden war.

### Langsamer Abschied vom Profigeschäft (nach 1983)
Mit Olympique Marseille war es 1983 ein in die zweite Liga abgerutschter Traditionsverein, der ihn unter Vertrag nahm. Für diesen erzielte er im Verlauf der Spielzeit 1983/84 insgesamt zwölf Tore, womit er persönlich seine beste Ausbeute erreichte und gleichzeitig zur Zweitligameisterschaft sowie dem damit verbundenen Aufstieg beitrug. 1985 konnte er sich mit Marseille knapp in der ersten Liga halten, verließ die Spielklasse aber dennoch, da er zur selben Zeit zum Zweitligisten FC Tours wechselte. Obwohl er bei diesem trotz seines verhältnismäßig hohen Alters einen festen Stammplatz innehatte und weiterhin seine Leistungen abrufen konnte, wurde der angestrebte Aufstieg zwei Mal hintereinander deutlich verfehlt. 1987 entschied sich der damals 33-Jährige nach 328 Erstligapartien mit 61 Treffern sowie 180 Zweitligapartien mit 42 Treffern für die Beendigung seiner Profilaufbahn. Er ging zum Viertligisten US Joué-lès-Tours, bei dem er ab 1989 in einer Rolle als Spielertrainer gleichzeitig auch die Aufgaben des Trainers wahrnahm. Mit der Mannschaft schaffte er 1990 den Aufstieg in die Drittklassigkeit, bevor er 1991 das aktive Spielen endgültig aufgab und den Verein zeitgleich auch als Trainer verließ.

## Nationalmannschaft
Zu einem Einsatz in der französischen A-Nationalmannschaft kam Rubio nie, doch nahm er für sein Land am olympischen Fußballturnier 1976 in Montreal teil. Sein Debüt auf olympischem Rasen gelang ihm am 19. Juli 1976, als er im ersten Gruppenspiel bei einem 4:1-Sieg gegen Mexiko aufgeboten wurde. Er stand auch bei den beiden weiteren Vorrundenspielen auf dem Platz und zog mit der Mannschaft ins Viertelfinale ein. Dort kam er ebenfalls zum Einsatz und musste bei seiner vierten Olympiapartie durch eine 0:4-Niederlage gegen die Auswahl der DDR das Ausscheiden hinnehmen. Während der Partie hatten Rubio und sein Teamkamerad Jean Fernandez beide in der 57. Minute einen Platzverweis erhalten. Neben seiner Teilnahme an den Olympischen Spielen gehörte er in der Frühphase seiner Laufbahn der französischen Militärmannschaft an.

## Trainerkarriere und weiteres Leben
Nachdem Rubio bei Joué-lès-Tours zwischen 1989 und 1991 bereits Erfahrung als Spielertrainer gesammelt hatte, trainierte er anschließend die US Autonome Pouancé und dann um 1995 einen Verein aus Fontainebleau. Er ließ sich fortan fest nieder in der Region um die Hauptstadt Paris und erhielt eine Arbeitsstelle als Sportfunktionär für das Département Val-d’Oise. Daneben übernahm er 2008 die französische U-17-Nationalmannschaft der Frauen. Im Sommer 2013 kehrte er nach dreißig Jahren zur AS Nancy zurück, wo er die Verantwortung als Trainer für die zweite Mannschaft erhielt.